# Кемербургаз
Кемербургаз (тур. Kemerburgaz) је градско насеље у округу Ејуп у Истанбулу (Турска).

## Топонимија
Историјско насеље које се налази југозападно од Београдске шуме између аквадукта Курт Кемери (Вучји аквадукт) и Узум Кемера (Дуги аквадукт) зове се Кемербургаз. У ери Византије (330-1453. године) назив је био Пиргос (грч.Πύργος) што би у преводу било кула, бастион. Након освајања Истанбула 1453. године назив је промењен у Бургаз што на турском значи бастион. Назив који се и данас  користи је комбинација турских речи Кемер (аквадукт) и Бургаз (бастион), односно Кемербургаз. Тај назив су почели да користе мештани насеља након поправки порушених византијских аквадукта и изградње нових водених путева у тој области од стране познатог архитекте Мимар Синана.

## Демографија
Занимљиво је да је после освајања Истанбула 1453. године током османског доба (1453-1923. година) структура становништва остала поприлично непромењена. Према попису спроведеном после Турског рата за независност (1919-1923. година) забележено је 360 грчких и десет турских домаћинстава. Турски становници су углавном били досељеници из Бугарске после Руско-турског рата (1877-1878). Након размене становништва између Грчке и Турске у Кемербургаз су насељени Турци из Солуна, а грчке породице су отишле у Грчку где су основали насеље Неос Пиргос на северној Евбеји.

## Знаменитости
Нетакнута природа и море привлачи становнике Истанбула да преко целе године посећују Кемербургаз, које је једно од највећих излетишта у Истанбулу. То је место градње луксузних вила, отварања нових ресторана, јахачких, голф и ловачких клубова. Посебно је занимљива градска шума Кемербургаз (тур.Kemerburgaz Kent Ormanı) која је највећа међу истанбулским шумама, укупне површине 5,5 милиона квадратних метара. Поред многобројних активности које шума омогућава, ту се налази Маглова аквадукт (тур.Mağlova Kemeri) који је изграђен у 16. веку по налогу Султана Сулејмана у долини реке Алибеј, а дело је Мимара Синана. Лук аквадукта је висок 36 метара, а аквадукт је дугачак 257 метара.
Seyir Terası је видиковац са ког се пружа поглед на шуму. Улаз у шуму је бесплатан и у њу је могуће ући кроз три капије (Маглова, Мимар Синан и Михримах капија).